# Scenopinus dilkera
Scenopinus dilkera är en tvåvingeart som beskrevs av Kelsey 1987. Scenopinus dilkera ingår i släktet Scenopinus och familjen fönsterflugor. Inga underarter finns listade i Catalogue of Life.